# Ziarno materiału ściernego

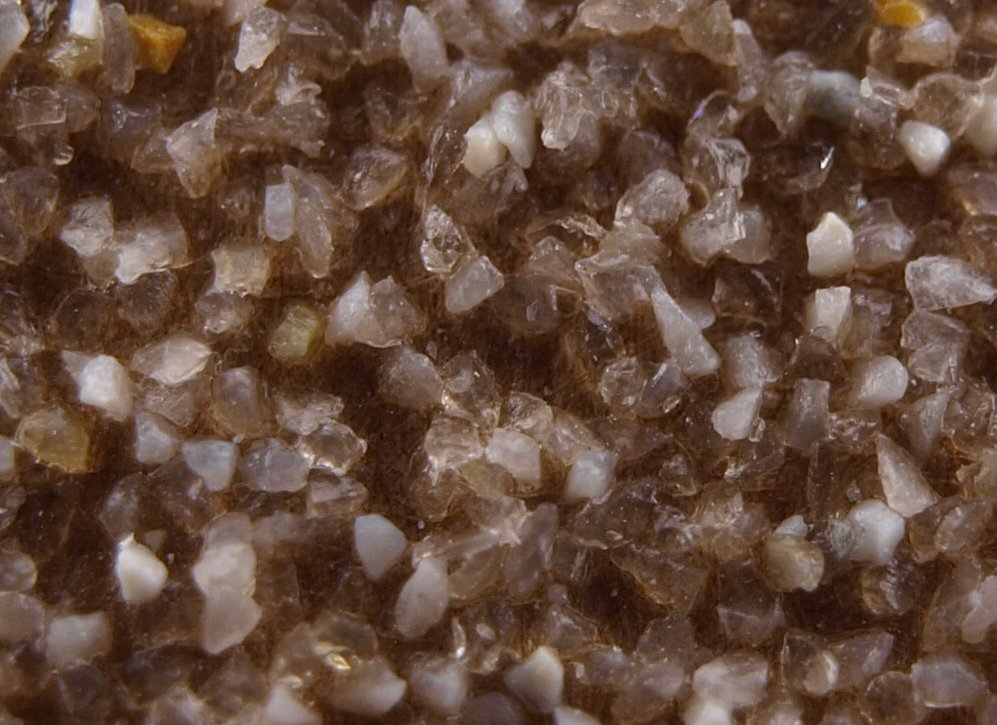
Ziarna materiału ściernego przytwierdzone do powierzchni papieru ściernego

Ziarno materiału ściernego – okruch, bryłka materiału ściernego, oznaczająca się zdolnościami skrawnymi, którego wymiar charakterystyczny (szerokość) nie przekracza 4 mm, a wysokość jest maksymalnie trzy razy większa od długości.
Skupisko ziaren określonej wielkości nazywa się ścierniwem.

## Zastosowanie
Ziarna materiału stosuje się w celu przeprowadzenia obróbki ściernej jako składnik m.in.:
- past do docierania
- past polerskich
- narzędzi ściernych (osełek, ściernic itp.)
- papierów ściernych